# 馬込川

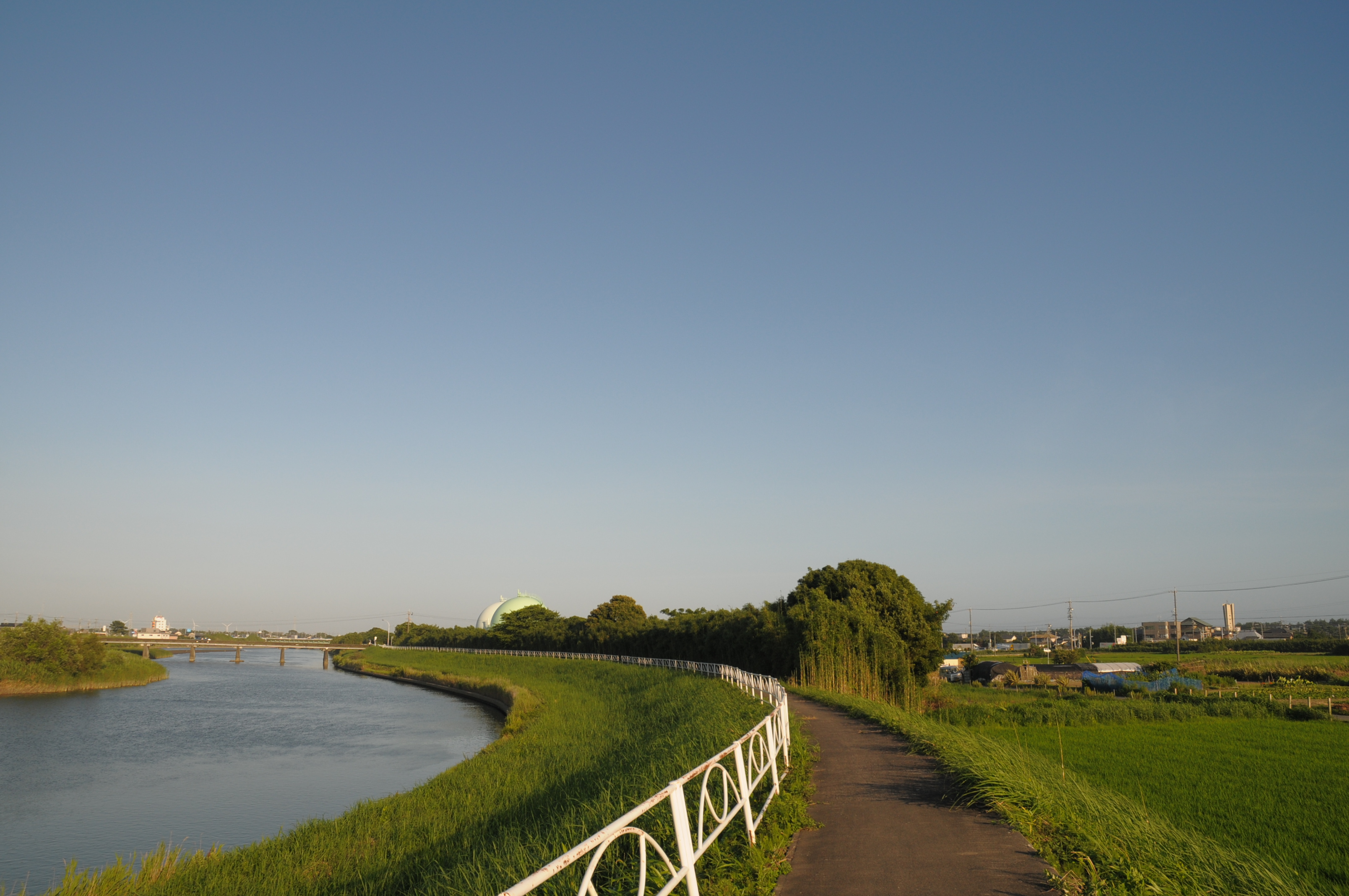
浜松市南区白羽町

馬込川（まごめがわ）は、静岡県浜松市を流れる馬込川水系本流の二級河川。

## 地理
馬込川の起点は浜松市浜名区新原にあるが、天竜川の水を引いている浜名用水と接続されているため、現在の水源は浜名用水によるものとなっている。
河口は遠州灘で、中田島砂丘の東側近くに位置している。

## 歴史
元々は天竜川の本流であり、遠州平野（浜松平野）の西側と東側に分かれて遠州灘に流れていた。その名残として現在、静岡県立浜名高等学校の西側に「天宝堤」が史跡として残されている。その当時は、麁玉河（あらたまがわ）と呼ばれていた。
なお、天宝堤は天平宝字5年（761年）に洪水により決壊し修復されたと記録されている。
川の堆積作用と地形の関係で東側が主流となった。その頃の西側の河道は小天竜川と呼ばれていた。
しかし、西側の河道は洪水の原因になっていて遠州平野に被害をもたらしていたので1675年（延宝3年）に天竜川本流から締め切られたと推測されている。記録に残っている「彦助堤」は西側の河道を完全に締め切る事が目的であった。
天竜川から独立した後、馬込川の水量は減少した。その為、河口部に砂が堆積して海への排水が悪化した。結果、大雨が降った時に雨水を処理できなくなり洪水被害の原因になった。特に、JR浜松駅の南側に被害が集中して発生している。その対策として天竜川から用水路（浜名用水）を引き、水量を調節して河口部に砂が堆積しない様にしている。そして現在の姿に至っている。

## 主な支流
二級河川を下流側から順に記載する。
| 河川              | よみ                        | 次数    | 管理者 | 主な経過地           | 河川延長 （km） | 備考 |
| ----------------- | --------------------------- | ------- | ------ | -------------------- | --------------- | ---- |
| 馬込川 浜名用水路 | まごめがわ はまなようすいろ | 本川    | 静岡県 | 浜松市中央区・浜名区 | 23.23           |      |
| 芳川              | ほうがわ                    | 1次支川 | 静岡県 | 浜松市中央区         | 9.52            |      |
| 北裏川            | きたうらがわ                | 2次支川 | 浜松市 | 浜松市中央区         | 1.22            |      |
| 御陣屋川          | ごじんやがわ                | 1次支川 | 静岡県 | 浜松市浜名区         | 3.69            |      |

その他の河川
- 新川 - 浜松市内を流れる準用河川。
- 高塚川

## 主な橋梁
- 大日大橋（静岡県道61号浜北袋井線）
- 矢矧橋（静岡県道296号熊小松天竜川停車場線）
- 雷神橋（静岡県道391号細江浜北線）
- 天王橋（国道152号）
- 半田橋（静岡県道65号浜松環状線）
- 五枚橋（静岡県道261号磐田細江線）
- 馬込大橋（国道152号）
- 馬込橋（国道152号）
- 向橋（静岡県道316号舞阪竜洋線）
- 馬込新橋（国道1号）